# Ann Demeester

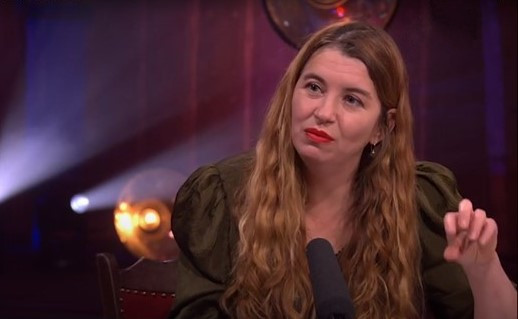
Ann Demeester, 2020

Ann Demeester (geboren 1975 in Brügge) ist eine belgische Literaturwissenschaftlerin, Kunstkritikerin und Museumsleiterin. Seit Oktober 2022 amtet sie als Direktorin des Kunsthauses Zürich.

## Leben
Ann Demeester studierte Germanistik an der Universität Gent und Kulturwissenschaften an der KU Leuven.
Sie war Assistentin des belgischen Museumsdirektors und Kurators Jan Hoet, unter dessen Leitung sie mehrere Ausstellungen und Projekte sowohl in Belgien (Gent, Stedelijk Museum voor Actuele Kunst (SMAK); Watou, Poeziezomer 2000) als auch in Deutschland (Marta Herford) realisierte.
Von 2003 bis 2006 amtete sie als Direktorin des W139, eines Ausstellungs- und Produktionszentrums für zeitgenössische Kunst in Amsterdam. Anschließend hatte sie von Mai 2006 bis Januar 2014 die Stelle als Direktorin des Amsterdamer Kunstzentrums De Appel inne und leitete da das kuratorische Programm. Ab 1. Februar 2014 war sie Direktorin des Frans Hals Museums in Haarlem.
Demeester war von 2001 bis 2007 Mitglied der Redaktion des vierteljährlich erscheinenden Genter Magazins Yang. Außerdem arbeitete sie als Journalistin für die belgischen Tageszeitungen De Morgen und De Financieel-Economical Tijd. Zusammen mit Kestutis Kuizinas kuratierte sie die X Baltic Triennial of International Art „Urban Stories“ 2009 in Vilnius (Litauen).
Die Museumsdirektorin ist auch im Editorial Board von A Prior Magazine und F.R. David. Seit 2020 lehrt sie als Professorin für Kunst und Kultur am Anton-van-Duinkerken-Lehrstuhl an der Radboud-Universität Nijmegen. Im Juli 2021 kündigte sie an, zum 1. Februar 2022 das Frans-Hals-Museum zu verlassen. Nach einer mehrmonatigen Einarbeitungsphase amtet Ann Demeester seit dem 1. Oktober 2022 als Direktorin des Kunsthauses Zürich.
Im Januar 2023 hielt Ann Demeester im Schiffbau, der Dependance des Schauspielhauses Zürich eine Rede mit dem Titel «Kunst und Wohlbefinden auf Rezept».

## Publikationen (Auswahl)
- Frans Hals Museum – Director’s Choice. Scala Arts & Heritage Publishers, London 2018, ISBN 978-1-7855-1161-5.
- mit Jan Hoet, u. a.: Kati Heck. Hatje Cantz, Ostfildern 2016, ISBN 978-3-7757-4131-6.
- mit Valérie Mannaerts und Anselm Franke: Valérie Mannaerts: An Exhibition--another Exhibition. Sternberg Press, Berlin 2011, ISBN 978-1-9341-0536-8.
- mit Natasha Conland: Mystic Truths. Auckland Art Gallery, 2007, ISBN 978-0-86463-273-9
- W139: Amsterdam: Report of an Ongoing Journey. Band 84 von ROMA publication. Stichting W139, Amsterdam 2006, ISBN 978-9-0774-5911-9.
- mit Jennifer Tee, Xander Karstens und Stijn Huijts: E*V*O*L E*Y*E-LAND*S*-END. Artimo, Amsterdam 2004, ISBN 978-9-0758-8328-2.

## Zitat
»Marleen Stikker sagte einmal: «Art is sex for the brain.» Ich finde, das ist ein sehr guter Vergleich. Denn Sex ist beides: einerseits Genuss, andererseits eine Notwendigkeit. Sex ist ein primärer Antrieb. Kunst als Sex für den Geist, das bedeutet nichts anderes, als dass sie ein vitaler Faktor für die Gesellschaft ist. [...] Kunst muss auch verführen können. Wir wollen die Menschen auf allen Ebenen erreichen und bespielen. Es gibt nichts Schwierigeres, aber auch nichts Spannenderes als den offenen, unverstellten Blick auf ein Kunstwerk. Ein Museum muss porös sein, offen für alle Sichtweisen.«